# Eleonora von Sydow
Eleonora Juliana von Sydow, född 14 maj 1801 i Kalmar, död 10 maj 1868 i Stockholm, var en svensk målare och tecknare.
Hon var dotter till fältkamreraren Johan Wiggman och Carolina Hellenstierna och gift första gången med lektorn Josua Zander och andra gången från 1837 med konteramiralen Johan Gustaf von Sydow. Hennes konst består huvudsakligen av teckningar från olika miljöer som numera anses vara av ett stort kulturhistoriskt värde bland annat tecknade hon av Kalmar läns herrgårdar. Sydow finns representerad med ett flertal teckningar vid Kalmar läns museum och med en stadsbild från Norrköping utförd i akvarell vid Norrköpings konstmuseum. Hon var mor till konstnären och filantropen Anna Wallenberg. Makarna von Sydow är begravda på Galärvarvskyrkogården i Stockholm.  